# 舍基
舍基是阿塞拜疆西北部的一個城市，位於大高加索山脈南麓。2006年人口62,300人。

## 姐妹城市
- 土耳其吉雷松
- 保加利亚加布羅沃
- 白俄羅斯斯盧茨克
- 土耳其拉普塞基
- 乌克兰日梅林卡
- 土耳其科尼亞